# Turán Eszter
Turán Eszter (Budapest, 1979. november 9. –) magyar producer, rendező.
Turán Pál matematikus unokája, nagynénje Venczel Vera színésznő.
A Moviebar Productions filmgyártó cég alapítója. Televíziós rendező szakon végzett Budapesten, a Színház- és Filmművészeti Egyetemen 2002-ben.  
2004-ben diploma után már, mint producer saját filmgyártó céget alapított Moviebar Productions néven.  
Turán Eszter 2018-ban megnyitotta a Moviebar Productions Los Angeles-i irodáját, ahol főképp az amerikai filmes és TV-s piaci szereplők és az európai filmes alkotók közötti együttműködéseken dolgozik, illetve több saját filmes projektet fejleszt.

## Pályafutása
Eleinte reklámfilmek gyártására specializálódtak producer társával, Trepper Viktóriával, és a magyar piacra készült munkákat külföldi felkérések és szerviz munkák követték nemzetközi brandeknek. 2013-ban hívták életre a filmes és tévés munkákra szakosodott divíziót. Készítettek már a Svéd Nemzeti Televíziónak gyerekműsort (Doreen's Friends), folyamatosan dolgoznak az HBO Nordic számára, és beszálltak egy magyar 42 részes tévéműsor elkészítésébe is a Sony Pictures Television és a Viasat 3 megbízásából. Legutóbbi munkájuk a BBC számára készült Vienna Blood című történelmi krimisorozat, az osztrák MR Film és a brit Endor Productions partnereként. Leginkább a független filmes, arthouse produkciók a fő profiljuk. Több díjnyertes reklámfilm, kampány fűződik hozzájuk. 
Elég hamar a világ filmes élvonalához tartozó szakemberek kezdtek el velük dolgozni. Többek közt olyan neves szakemberekkel dolgoztak együtt, mint:
- producerek: Kristina Åberg, Ant Timpson, Andrew Starke, Guy Moshe, Matthew Helderman, Oliver Auspitz
- rendezők: Neil Marshall, Peter Strickland, Björn Stein, Andreas Nilsson, Antal Nimród, Andreas Prohaska, Jesper Kouthoofd, Måns Mårlind, Mats Lindberg, Kristian Petri, Török Ferenc
- operatőrök: John Mathieson, Anthony Dod Mantle, Thierry Arbogast, Hoyte Van Hoytema, Thomas W. Kiennast, Yorick Le Saux, Erdély Mátyás, Rév Marcell
- zeneszerző: Nathaniel Méchaly
- production designer: Varga Judit, Ian Bailie, Roger Rosenberg
- costume designer: Margrét Einarsdóttir
- továbbá: Joe Mcnally (fotós)

## Főbb munkák
2023 "Pulzaar" abszurd musical, rendező: Miki357. A reklám- és kliprendezőként ismert Miki357 abszurd humorú első szerzői kisfilmje igazi műfaji kavalkád. Főszerepben Schwarcz Ádám (Beton.Hofi), Kizlinger Lilla, Péterfy Bori, Kovács Lajos és Miller Dávid látható.
2020 "The Reckoning" angol-amerikai horror film, rendező: Neil Marshall
2019 “Swoon” Eld & Lagor svéd játékfilm, rendezők: Mans Marlind-Björn Stein gyártócég: Atmo, producer: Kristina Aberg
2018-ban jött létre a “The Field Guide to Evil” című horror antológia “Cobbler’s lot” szegmense (rendező: Peter Strickland), mely az SXSW filmfesztiválon debütált. 
2017-ben készült a “Maximilian” című háromrészes TV-dráma sorozat (rendező: Andreas Prohaska, producer: Oliver Auspitz), az ORF és ZDF megrendelésében. 
2009-ben "1" című film (rendező: Pater Sparrow) volt Turán Eszter első nagyobb munkája, mely számos fesztiválon szerepelt, és díjakat nyert. 

## BP Underground
2017 júliusában debütált a "BP Underground” dokumentumfilm-sorozat, melyet nemcsak, mint producer jegyez, de ő az egyik kitalálója és egyben ez a rendezői debütálása is.
A „BP Underground” egy olyan dokumentumfilm sorozat, amely több budapesti underground zenei szubkultúrát mutat be a 90-es és 2000-es évekből.
A sorozat első része a Hardcore / Punk, a nyugati hatásokon alapuló, de abból valami egészen sajátosat létrehozó budapesti punk, és az abból, vagy a vele párhuzamosan kinőtt hardcore szubkultúrákat mutatja be. 
Az epizód interjúk és eredeti archív felvételek segítségével mutatja be a Budapesten szerveződő hardcore/punk színteret és annak jelentős zenekarait. A film megidézi a szcéna kialakulását a kultikus arcok visszaemlékezéseinek segítségével. A film a sztorik és anekdoták mellett olyan – a hardcore/punkhoz köthető – legendás szórakozóhelyeket is megidéz, mint a Golgota utcai Fekete Lyuk, a Total Car a Nyugatinál vagy a Kultiplex a Kinizsi utcában.
Ezekre a filmfesztiválokra nyert meghívást a BP Underground Hardcore / Punk:
- SEEFF Berlin
- SEE PARIS
- Courage Parevo – Budapest, Prága, Varsó, Bukarest, Pozsony
- Soundwatch Berlin
- Bukarest Filmhét
- Too Drunk To Watch fesztivál Berlin

A BP Underground második része a Hip-Hop 2018 nyarán készült el, mely a budapesti underground hip-hop kultúráról szól. Csakúgy, mint az első, hardcore-punk műfajjal foglalkozó film, az új epizód is sajátos képi világgal és sok archív felvétel segítségével idézi meg a stílus születését és virágzását. Ezen epizód, mint egyfajta korlenyomat, visszahozza a kilencvenes évek életérzését, a nyugati hatások korlátok nélküli beáramlásának korszakát.  
2019-ben a BP Underground Hip-Hop az egyik legrangosabb magyar díjátadón, a "Highlights of Hungary"-n, II. Helyezett lett.  
A BP Underground harmadik része az Elektronikus Zene 2019. szeptember 20-án lett bemutatva a Telekom Electronic Beats fesztivál keretében, utána országosan volt látható magyar mozikban. 2020 március végén elnyerte a Los Angeles-i International Independent Film Awards fesztiválon a "Golden Award" díjat. 
A BP Underground negyedik epizódja a budapesti underground rock-metál közegről szól, és a Thrash-Mosh Klubba, a Tüzesvízbe, a Total Carba, a Headbanger pólóboltba, a Láng Művelődési házba, vagy épp a legendás Wigwam klubba kalauzolja nézőit. Zártkörű szakmai bemutatója 2020. október 22-én volt a Toldi Moziban.  

## Filmográfia
Rendezői munkái
- BP Underground – Rock (2020)
- BP Underground – Elektronikus Zene (2019)
- BP Underground – Hip-Hop (2018)
- BP Underground – Hardcore-Punk (2017)

Produceri munkái
- Troll 2 (a Netflixes Troll című film folytatása, forgatás alatt)
- Helicopter Heist (forgatás alatt)
- Pulzaar (2023) Rendező: Miki357
- The Reckoning (2020)
- BP Underground – Rock (2020)
- BP Underground – Elektronikus Zene (2019)
- BP Underground – Hip-Hop (2018)
- BP Underground – Hardcore-Punk (2017)
- Swoon Eld & Lagor (2018) Rendező: Måns Mårlind, Björn Stein
- Charon (2018) Rendező: Damokos Attila
- The Field Guide to Evil (2018) Rendező: Peter Strickland
- In the same Garden (2016)
- The Man who was Thursday (2015) Rendező: Juszt Balázs
- Recycled pro-reo-neo (2006) Rendező: Pater Sparrow
- 1 (2009) Rendező: Pater Sparrow

TV
- Maximilian (2017) Rendező: Andreas Prochaska

- Stíluspárbaj (2017) Rendező: Ungvári Dávid
- Doreen’s Friends (2015) Rendező: Henrik Hallgren

## Jelentősebb díjak, jelölések
2020 "BP Underground – Elektronikus Zene" az alábbi fesztiválokra kapott meghívásokat: 
- International Independent Film Awards "Golden Award"
- San Pedro International Film Festival
- Brighton Rocks Film Festival
- International Independent Film Awards
- LA Underground Film Forum – Honorable Mention
- Lift-Off Global Network
- Los Angeles International Independent Film Awards – 2020 márciusában Golden Award díjat nyert
- SEE-fest (South East European Film Festival Los Angeles)
- San Pedro Film Festival 2020 – Q&A worskhop keretében, más nemzetközi dokumentumfilmesek társaságában Turán Eszter beszélt a filmről

2019 "BP Underground – Hip Hop" Highlights of Hungary – II. Helyezett  
2018 "The Field Guide to Evil" az alábbi fesztiválokra kapott meghívásokat:  
- SXSW 2018 – world premiere
- Sidney International Film Festival – 2018
- New Horizons International Film Festival – 2018
- Neuchatel International Fantastic Film Festival – 2018
- Melbourne International Film Festival – 2018
- Fantasia International Film Festival – 2018
- Zagreb Fantastic Film Festival – 2018
- New Zealand International Film Festival Trust – 2018
- Melbourne International Film Festival – 2018
- Cinefest, Hungary, 2018

2017 "F.É.S.Z.E.K" Aranyszem- Legjobb zenés klip
2016 "In the same garden" – Sarajevo Film Fesztivál 
2016 "The Man Who Was Thursday" Edingburgh International Film Festival, Austin Film Festival 
2009 "1" című film az alábbi díjakat és jelöléseket zsebelte be:
- 40. Magyar Filmhét: Legjobb Operatőr, Legjobb Vágás, Legjobb Látványtervezés, Legjobb Producer, Legjobb Első Nagyjátékfilm, Diákzsűri

- "Best director, Best main actor" kategóriákban a 30. Fantasporto IFF-en
- "Best director" kategóriában a 20. Fancine IFF-en Malagán
- "Best sci-fi feature" kategóriában az 5. Cinefantasy FF San Pauloban
- Audience Award-ot kapott a 16. IFF of Young Filmmakers Granadában
- Audience Award-ot kapott a 7. Fresh Film Fesztiválon Prágában

2006 "Recycled pro-reo-neo" Legjobb kísérleti rövidfilm – Magyar Filmhét    
További filmes díjak:
- Promax
- Golden Trailer Award
- Magyar Filmszemle
- Edinburgh International Film Festival
- Göteborg Film Festival
- Offense International Film Festival
- Sarajevo Film Festival
- SXSW
- Aranyszem
- PromaxBDA

Reklám díjak:
- Young Director Awards
- Effie Awards
- International Midem Awards
- Aranypenge
- Art Directors Club Hungary
- Hipnózis